# Nemeura tipularia
Nemeura tipularia är en insektsart som först beskrevs av John Obadiah Westwood 1874.  Nemeura tipularia ingår i släktet Nemeura och familjen Nemopteridae. Inga underarter finns listade i Catalogue of Life.